# 舵手

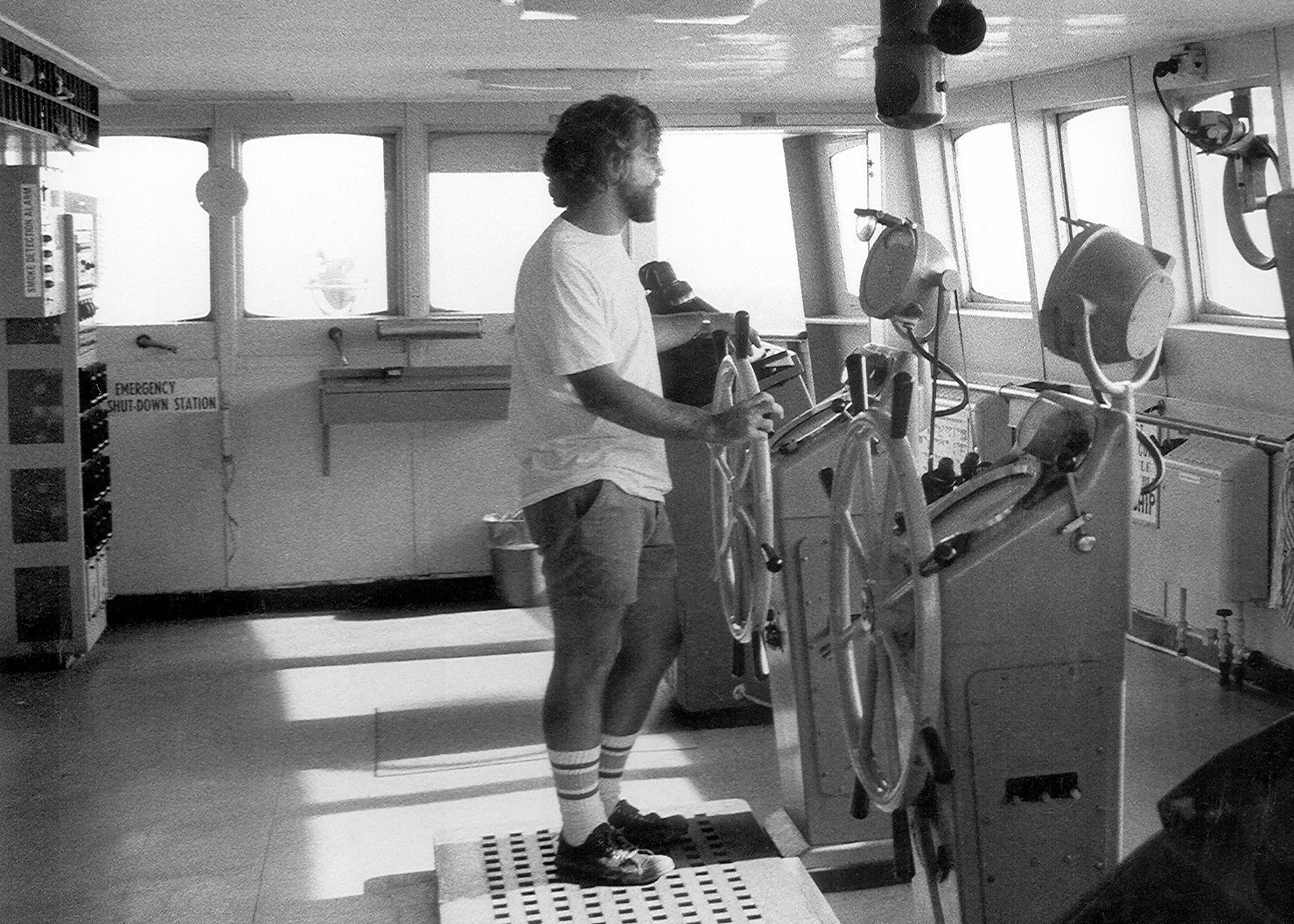
這裡顯示的貨船艦橋有兩台轉向舵機，一台作為備用，這是緊急情況下的安全措施。

掌舵人（英語：helmsman），又称为舵手（helm），是指駕駛船舶、輪船、帆船、遊船、郵輪、艦艇、潛艇、其他類型的海上船隻或太空載具的人。
在小型船舶上，特別是私人擁有的非商業船隻，船長和舵手的功能可以合併為一個人。在較大的船隻上，有一名單獨的船副，負責船舶的安全航行並向舵手發出命令。在商船中，舵手通常是一名幹練船員，特別是在船舶抵港、離港、限制水域或其他需要精確轉向的情況下操縱舵輪。一名普通海員通常只能在開放水域或安全水域中操縱舵輪。此外，軍艦可能是由船副掌舵。
專業舵手需要保持穩定的路線，正確執行所有方向舵命令，並使用與船舶航向和轉向相關的導航術語與艦橋人員溝通。舵手依靠視覺參考、陀螺儀、陀螺羅盤以及舵角指示器(Rudder Angle Indicator)來控制穩定的航向。舵手和船副之間需要有清晰準確的溝通，這對於安全航行和船舶處理至關重要。接收一組標準轉向指令後，舵手必須重複任何口頭命令，以表明命令已經確實聽到並理解，這是海運業廣泛認可的規則。《航海人員訓練、發證及航行當值標準國際公約》(STCW)要求舵手能夠理解並回應英語中的掌舵命令。一名優秀舵手可以展現良好的轉向，使船舶更快地到達目的地，還能提高了該船的聲譽，減少轉向傷亡的可能性，對船舶安全相當重要。

## 外部連結
- "Is it a bug, or is it a feature? Taking the social organization of work into account in human-machine systems design," by Peter Carstensen, Morten Nielsen, and Kjeld Schmidt. Systems Analysis Department, Risø National Laboratory, DK-4000 Roskilde, Denmark.
- YouTube上的"The Duties of the Helmsman (1941)"